# Euphorbia blodgettii
Euphorbia blodgettii es una especie fanerógama perteneciente a la familia de las euforbiáceas. Se distribuye por los Estados Unidos, las Antillas y sur de México a Centroamérica.

## Taxonomía
Euphorbia blodgettii fue descrita por Engelm. ex Hitchc. y publicado en Annual Report of the Missouri Botanical Garden 4: 126, pl. 13. 1893.
Etimología
Euphorbia: nombre genérico que deriva del médico griego del rey Juba II de Mauritania (52 a 50 a. C. - 23), Euphorbus, en su honor – o en alusión a su gran vientre –  ya que usaba médicamente Euphorbia resinifera. En 1753 Carlos Linneo asignó el nombre a todo el género.
blodgettii: epíteto otorgado en honor del botánico estadounidense John Loomis Blodgett (1809-1853) que descubrió la planta en los cayos de Florida.
Sinonimia
- Chamaesyce blodgettii (Engelm. ex Hitchc.) Small
- Chamaesyce nashii Small
- Euphorbia batabanensis Urb.
- Euphorbia bermudiana Millsp.[5]